# Трансатлантическая работорговля

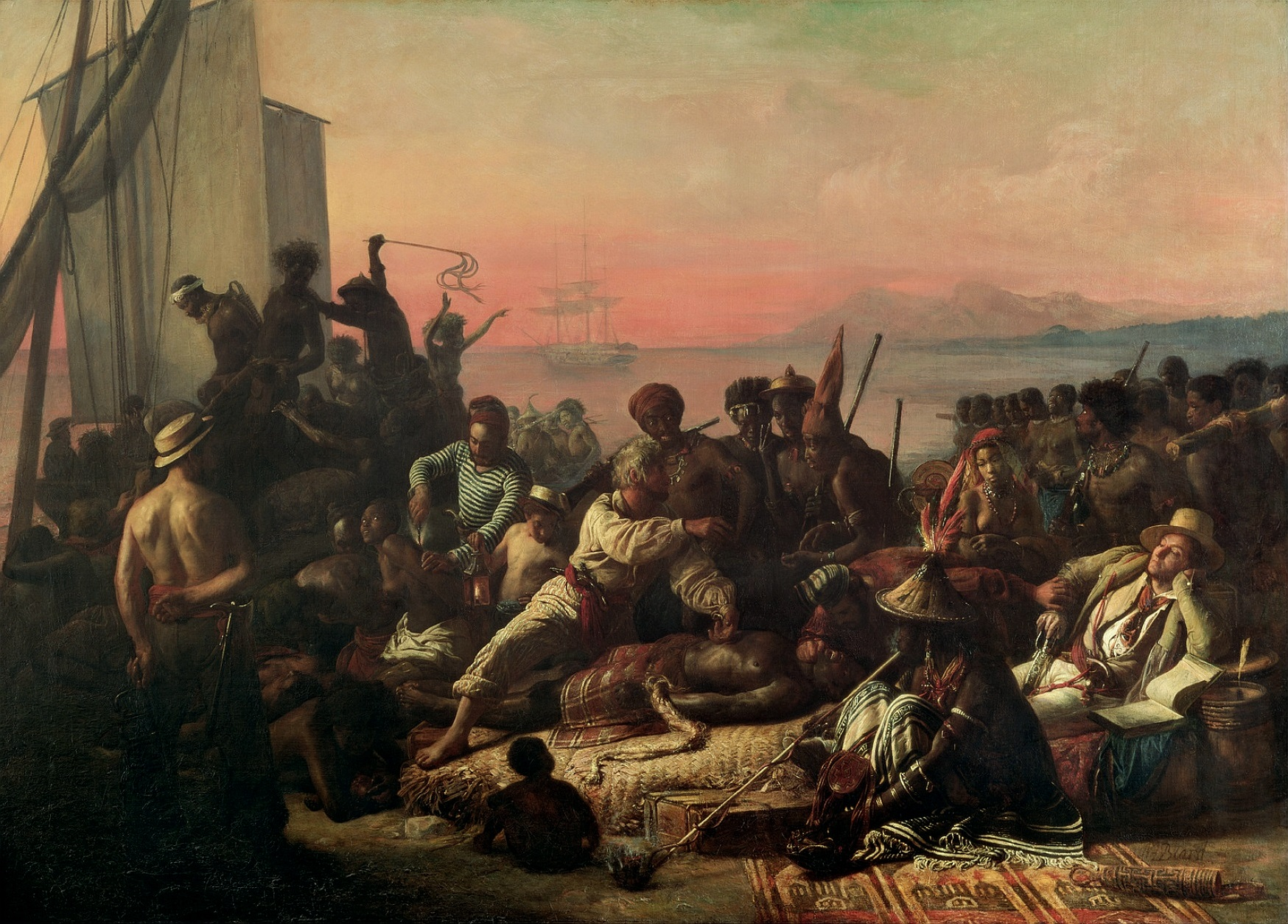
Работорговля. Худ. Франсуа-Огюст Биар, 1840 г.

Трансатлантическая работорговля — продолжавшийся с середины XVI века по начало XIX века процесс вывоза чернокожих рабов для труда на плантациях из Африки в Северную и Южную Америку, в основном из Западной Африки и бассейна реки Конго на территорию современных Бразилии, юга США, Карибских островов, Колумбии и Эквадора. Составлял неотъемлемую часть так называемой Треугольной торговли.
ООН называет трансатлантическую работорговлю одним из грубейших нарушений прав человека в истории человечества. Это крупнейший акт депортации населения, когда в течение 400 лет было перемещено более 17 миллионов человек.

## История

### Работорговля до открытия Америки
Самым ранним найденным документальным упоминанием захвата рабов в Африке является дневник португальского летописца Азурары. В дневнике описывается, как в 1446 году португальские солдаты совершили налёт на африканское поселение в центральном районе западного побережья Экваториальной Африки. В результате набега было захвачено 165 африканцев (мужчин, женщин, детей), не считая погибших и убитых. По другим данным, первые рабы появились в Европе в 1442 году.
Следующие 50 лет африканских невольников использовали в качестве рабочей силы на плантациях южной Португалии и рудниках Испании, а также в качестве домашних слуг в указанных странах, Франции и Англии.

### «Треугольник работорговли»

Регионы Африки, откуда производился вывоз рабов через Атлантику

После открытия Америки невольнические корабли стали регулярно перемещаться между Африкой и Америкой. Рабы-африканцы своим трудом создали европейские колонии в Вест-Индии, им обязано процветание рудников и плантаций Бразилии, Кубы и Гаити, а также американской империи «Короля-хлопка» (King Cotton). Быстрое развитие таких городов Европы и Америки, как Ливерпуль, Бристоль, Нант, Нью-Йорк, Новый Орлеан, Рио-де-Жанейро и многие другие, связывают с работорговлей.
Источником рабов стали земли Западной Африки и бассейна Конго, где во время этнических конфликтов или целенаправленного похищения множество людей становилось рабами. Европейские корабли, гружёные товарами (ружья, спиртные напитки и лошади), направлялись к африканским берегам, где обменивали груз на «живой товар», с которым совершали путешествие через Атлантический океан в Новый свет. Здесь рабы продавались, а в Европу вывозилась продукция, произведённая их трудом: табак, сахар, хлопок, кофе и ром, где использовалась в качестве сырья для развивающейся промышленности. Образовавшийся треугольный маршрут получил название «Треугольника работорговли» (Европа — Африка — Вест-Индия, Америка — Европа).
Из-за высокой смертности (в основном из-за инфекционных болезней, особенно тропической лихорадки, малярии, а также венерических заболеваний) долгое время естественный прирост негров в Америке был низкий (а то и отрицательный), несмотря на то, что рабовладельцы были заинтересованы в увеличении их численности.

### Страны-участницы

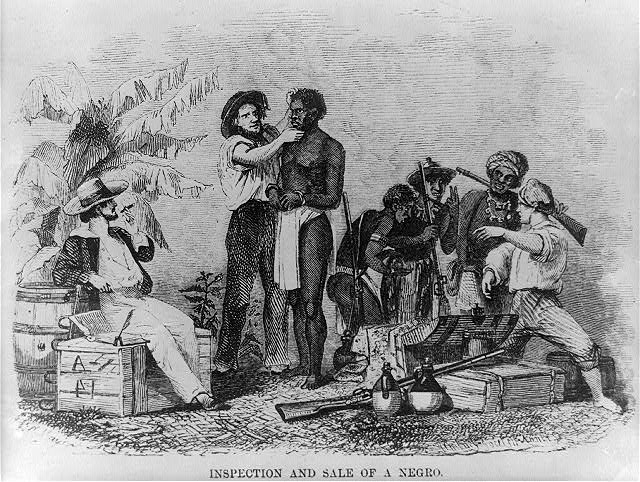
Осмотр и продажа раба. Репродукция, 1854 г.

Основными странами-работорговцами, расположенными в порядке уменьшения объёма торговли, были Португалия, Англия, Испания, Франция, Голландия и Дания. Некоторые из них основали свои поселения на африканском побережье, где покупали рабов у местных африканских вождей.
Доходы, получавшиеся от работорговли и рабского труда на американских плантациях, составляли основу процветания многих европейских городов. Исходя из большой экономической выгоды, работорговля считалась морально оправданной и даже благом. А законы, например, французский «Чёрный кодекс» 1685 года, устанавливавшие права и обязанности рабов и рабовладельцев и предусматривавшие жестокие наказания для рабов, преподносились как защита от злоупотреблений.
Подавляющее большинство захваченных в рабство африканцев было продано европейцам и американцам другими западноафриканскими жителями и полуевропейскими дельцами (half-European «merchant princes») (за исключением небольшого количества рабов, захваченных в прибрежных районах). Кроме португальцев, европейские работорговцы не принимали участие в набегах из-за большой смертности европейцев от малярии (до появления лекарства от малярии хинина). Крупномасштабное проникновение европейцев в глубь Африки начинается только во второй половине XIX века, до этого Африка за пределами побережья была практически неизвестна европейцам.
Сама история рабства в Африке насчитывает несколько тысячелетий, а порабощение негров европеоидами восходит ещё к древним цивилизациям и культурам Северной, Северо-Восточной Африки и Ближнего Востока.
Между европейскими торговцами и их африканскими партнёрами возник контактный язык работорговли (Западноафриканский пиджин-инглиш) на основе английской лексики, но с влиянием африканской фонетики и грамматики, с небольшой примесью португальских слов. Со временем этот язык передался и рабам, забывшим родные языки. До сих пор как в Африке, так и в Карибском бассейне существуют взаимопонятные креольские языки, возникшие на базе данного пиджина.

### Масштабы работорговли

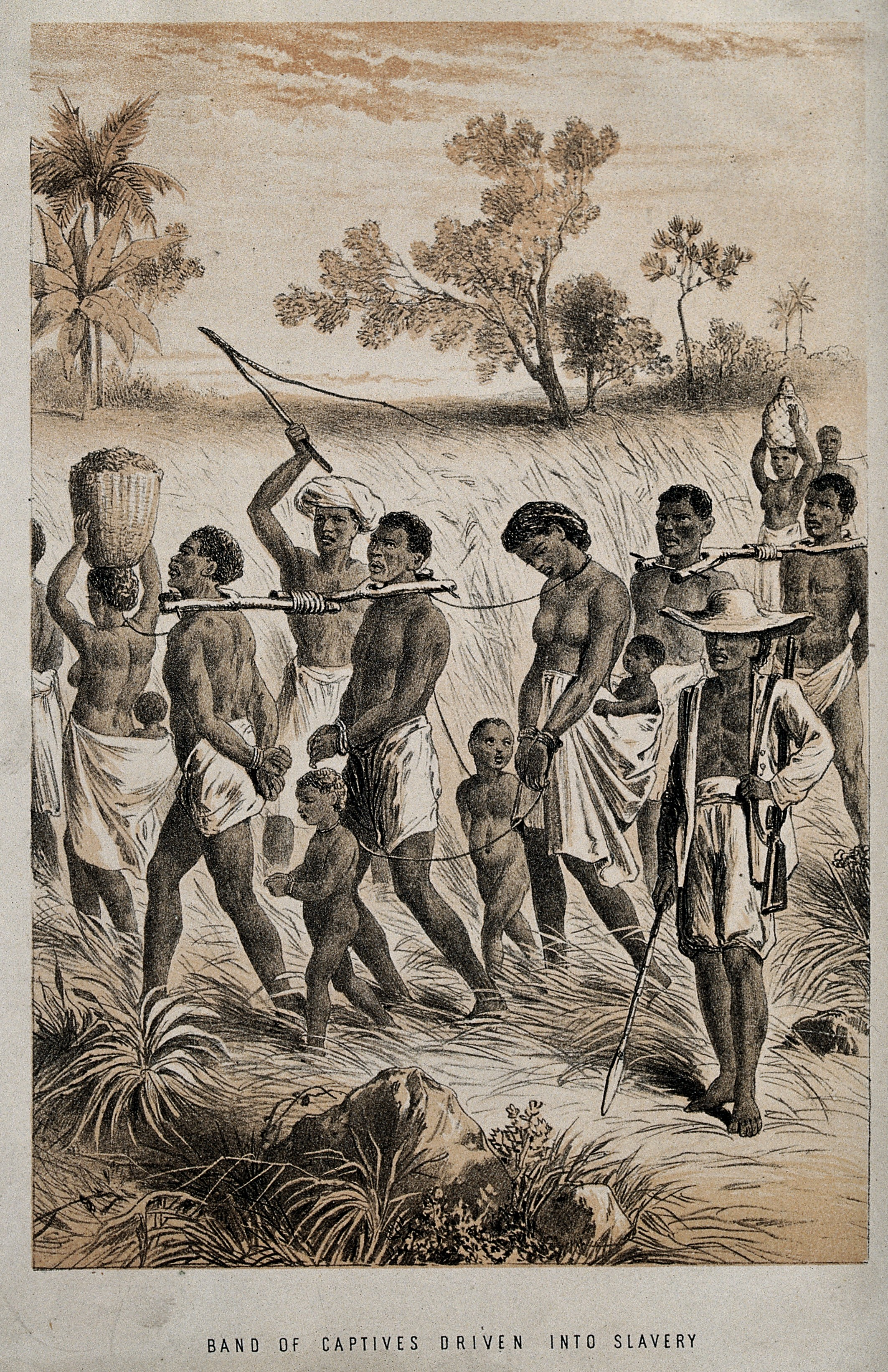
Группа пленников отправляется на невольнический рынок

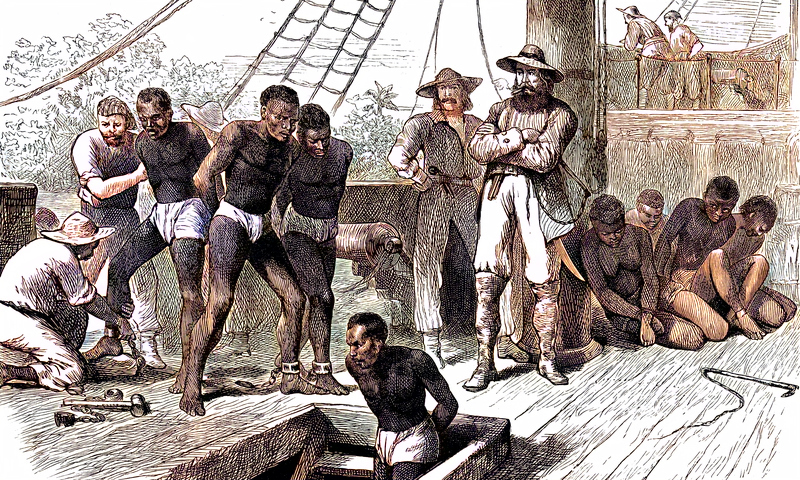
Погрузка рабов на корабль

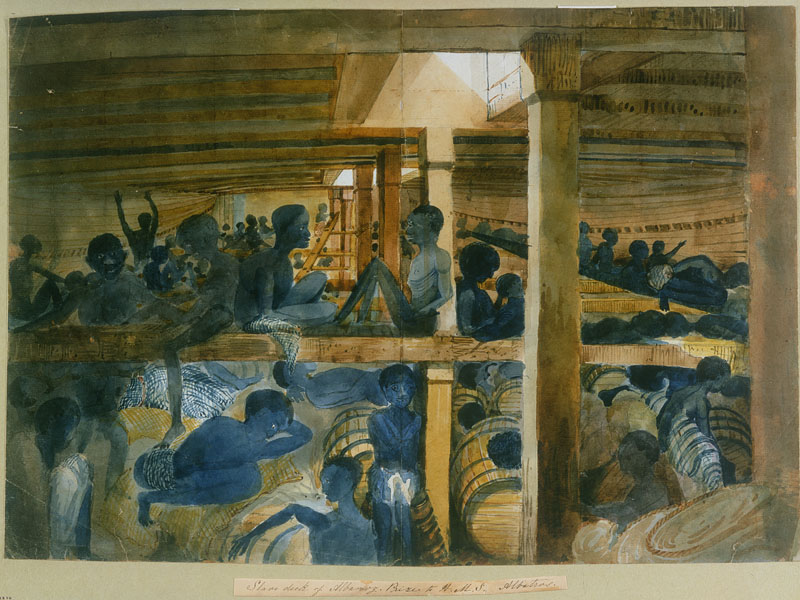
Рабы в трюме корабля

По данным ООН, за 400 лет из Африки было вывезено около 17 миллионов человек (от 15 до 18 миллионов), не считая тех, кто умер в пути. На каждого африканского пленника, прибывшего живым в Америку, приходится 5 погибших во время набегов, конфликтов, пленений, перехода к побережью, ожидания рабовладельческих судов на побережье и трансатлантического перехода, а также во время восстаний и бунтов.
Схожие данные предоставляет американский историк Герберт Аптекер, утверждающий что за четыре столетия рабовладельцы перевезли в Западное полушарие около 15 миллионов африканцев. При этом на каждого выжившего раба приходится 5-6 погибших во время транспортировки и восстаний против рабовладельцев, ожидания прибытия судов в загонах, перемещения караванов с рабами к побережью и войнах. То есть от рабства африканское население потеряло примерно 65-75 миллионов человек.
По другим оценкам, число рабов, переживших транспортировку через Атлантику, составило от 12 до 12,8 миллиона человек. Во время плавания погибло от 1,2 до 2,4 миллиона человек, несколько миллионов рабов погибло после прибытия в Новый Свет в лагерях островов Карибского бассейна и несколько миллионов африканцев погибло в войнах, набегах, при транспортировке пленников к африканскому побережью и ожидании кораблей работорговцев. Выжившие рабы, прибывшие в Западное полушарие, распределялись примерно поровну между обеими Америками — половина из них попадала в шахты и плантации Северной Америки, другая половина — на плантации Карибского бассейна и Бразилии. Продолжительность их жизни после прибытия составляла в среднем 5-6 лет.
О масштабах гибели рабов при транспортировке через Атлантику можно судить по исследованию доктора Дюбуа «Ликвидация торговли африканскими рабами». В нём указывается, что с 1680 по 1688 годы королевская Африканская компания погрузила на свои суда около 60 тысяч рабов, из которых умерло в пути около 14 тысяч человек.
Главными центрами работорговли были города Бостон, Чарлстон и Новый Орлеан. Английскими кораблями, вышедшими из портов Ливерпуль и Бристоль, было перевезено около 80 % всех рабов. За весь период работорговли из Англии отправились более 35 тысяч работорговых экспедиций. На предприятиях Англии, производивших товары для обмена на рабов, в 1788 году работало примерно 180 тысяч человек.

#### После запрета работорговли в британских владениях в 1807 году

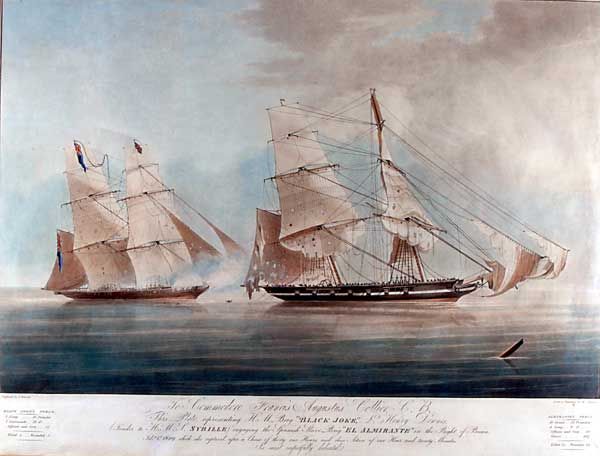
Британский военный корабль ведёт огонь по испанскому рабовладельческому судну El Almirante. Николас Мэтью Конди, 1830 г.

В период после запрета английским правительством торговли неграми в британских владениях в 1807 году до организации постоянного патрулирования океана крейсерами в 1819 году в среднем ежегодно из Африки вывозилось до 95 240 негров, из которых 27 920 погибали в пути (около 29 %). С 1819 по 1841 годы в среднем вывозилось 110 000 рабов в год, из них умирало в пути 27 500 человек (25 %), английские крейсеры освобождали только 4000 человек ежегодно (около 3 %).
В 1841 году Конвенция великих европейских государств признала работорговлю морским разбоем и дала крейсерам право осмотра кораблей, подозревавшихся в совершении такой торговли, невзирая на флаг. С 1841 по 1848 годы ежегодный вывоз рабов из Африки составил 54 000 человек, из них во время переезда погибало около 12 500 негров (около 23 %), перехватывалось крейсерами около 4000 человек (около 7 %).
Всего с 1807 по 1848 годы из Африки было вывезено 3 904 906 человек, из них погибло в пути 895 699 человек (около 23 %), перехвачено крейсерами и возвращено на родину 117 380 человек (около 3 %). 1 476 800 человек доставлено в Бразилию, 1 088 027 — в испанские владения, 257 000 — в другие страны.

#### Прибыль от работорговли
Торговля невольниками из Африки приносила купцам Европы и Новой Англии огромные прибыли. За 1-2 плавания они могли удвоить и даже учетверить первоначальные капиталовложения. Ниже некоторые факты:
- В 1660 году за одного взрослого раба в Африке платили 3 фунта стерлингов, а уже в Вест-Индии его стоимость возрастала до 16-20 фунтов стерлингов[14].
- Кораблями только одного порта Ливерпуль за 10 лет с 1783 по 1793 год было перевезено 300 тысяч рабов на 878 судах, прибыль за эти годы составила 15 млн фунтов стерлингов[7].
- Совокупная стоимость всех американских рабов первой половины XIX века составляла 3 млрд долларов в денежном эквиваленте тех лет. Это больше всех инвестиций того времени в производство и железные дороги вместе взятых, в 3 раза больше всех американских банковских активов, в 48 раз больше расходов федерального правительства в 1860 году[14].

### Восстания против рабовладельцев
Негритянское население повсюду оказывало противодействие рабовладельцам. Способы сопротивления включали замедление работы, симуляцию болезней, уничтожение орудий труда, плохое обращение со скотом, бегство, поджоги имущества, покушения на жизнь хозяев, нанесение себе травм, самоубийства, убийства своих детей, покупку свободы, восстания.

#### В Северной Америке
Возможности для успешного восстания в Новой Англии отсутствовали из-за жестокой системы расизма и большого количественного перевеса белого населения над черным. Доля рабов-африканцев среди белого населения составляла около 20 %, а в южных штатах — около 40 %. Только в Южной Каролине рабы численно превосходили белых.
Восстания и бунты усиливались в периоды кризисов и войн. Рабы-негры часто объединялись со свободными неграми, с рабами-индейцами и белыми (кабальными слугами), но основную массу мятежников всегда составляли рабы-негры.
Восстания и бунты по годам:
- 1661, 1663, 1681 гг. — восстания кабальных слуг (белых) против своих хозяев. В восстаниях участвовали также рабы-негры.
- 1680-е гг. — заговор рабов в Виргинии и Мэриленде. Заговор кончился казнью нескольких рабов.
- 1709 и 1710 гг. — заговор рабов с участием индейцев.
- 1712 г. — восставшие рабы убили и ранили около 15 белых в городе Нью-Йорке. Казнили 21 раба, как докладывал губернатор, «кого сожгли, кого повесили, одного колесовали, а еще одного держали подвешенным на цепях до тех пор, пока он не умер».
- 1713, 1720, 1737—1741 гг. — крупные вооруженные выступления и заговоры.
- 1722, 1723 — ликвидация массового заговора рабов в Виргинии.
- 1740 г. — появились сообщения, что рабы собираются отравить источники питьевой воды в городе Нью-Йорке.
- 1741 г. — многочисленные пожары в Нью-Йорке, население охватила паника из-за сообщений, что негры и сообщники из белого населения собираются сжечь город. 4 белых было повешено, 13 рабов сожжены живыми, 18 рабов повешены, 70 рабов проданы в Вест-Индию.
- 1767 г. — отравлены несколько надсмотрщиков в Виргинии. Многих рабов арестовали, некоторым отрубили головы и выставили на трубах здания суда.
- Начало 1770-х гг. — бунты и восстания рабов в Джорджии и Северной Каролине.
- 1794—1795 гг. — многочисленные восстания на плантациях Луизианы.

#### В Вест-Индии и Южной Америке
Восстания и бунты по годам:
- 1519—1533 гг. — индейский вождь Энрикильо возглавил восстание против испанских рабовладельцев на острове Гаити.
- 1553—1558 гг. — африканец Баяно (Bayano) возглавлял отряд из 1200 негров-симмарон между округом Чагрес и городом Номбре де Диос[англ.] (провинция Колон, Панама), который сражался с испанцами.
- XVI—XIX века — беглые рабы-негры мароны создавали свои поселения на островах Карибского бассейна (XVI—XVII века), а позднее (XVII—XIX века) на южном побережье современных США и атлантическом побережье Южной Америки. Мароны объединялись с пиратами, индейцами, нападали на поселения европейцев, защищали себя от европейских властей, стремившихся вернуть беглых рабов.
- 1630—1694 гг. — государство беглых чернокожих рабов Палмарис с населением около 20 тысяч человек оказывало сопротивление португальским рабовладельцам.
- 1746—1758 гг. — предводитель маронов Гаити Франсуа Макандаль возглавил восстание против французских властей.
- 1791—1803 гг. — восстание рабов во французской колонии Сан-Доминго. Восстание является переломным и ознаменовало начало разрушения рабовладельческой системы в мире.
- 1795 г. — повстанцы Коро (Венесуэла) потребовали от французских властей отмены рабства.
- 1795—1800 гг. — восстания рабов постепенно подорвали испанские владения.
- 1804—1848 гг. — серия восстаний, разрушивших рабовладельческую систему в Гваделупе и Мартинике.
- 1808 г. — восстание в Британской Гайане.
- 1810—1812 гг. — восстание в Гаване (Куба), возглавляемое Хосе Антонио Апонте, который взял в качестве образца Гаитянскую революцию.
- 1823 г. — крупное восстание в британской колонии Демерара.
- 1831—1832 гг. — восстания на Ямайке.

### Условия транспортировки рабов

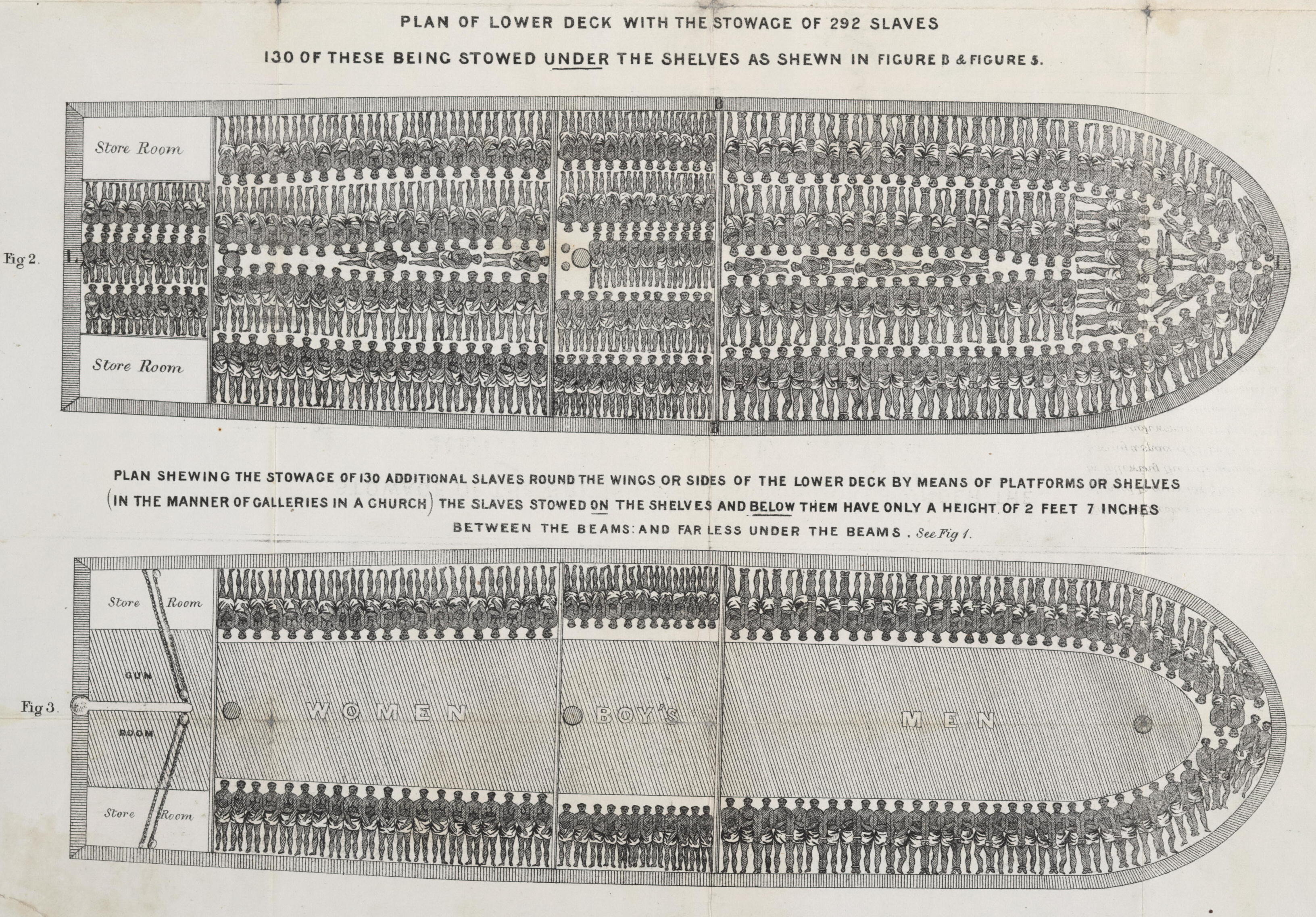
Британский корабль с рабами, 1788 г.
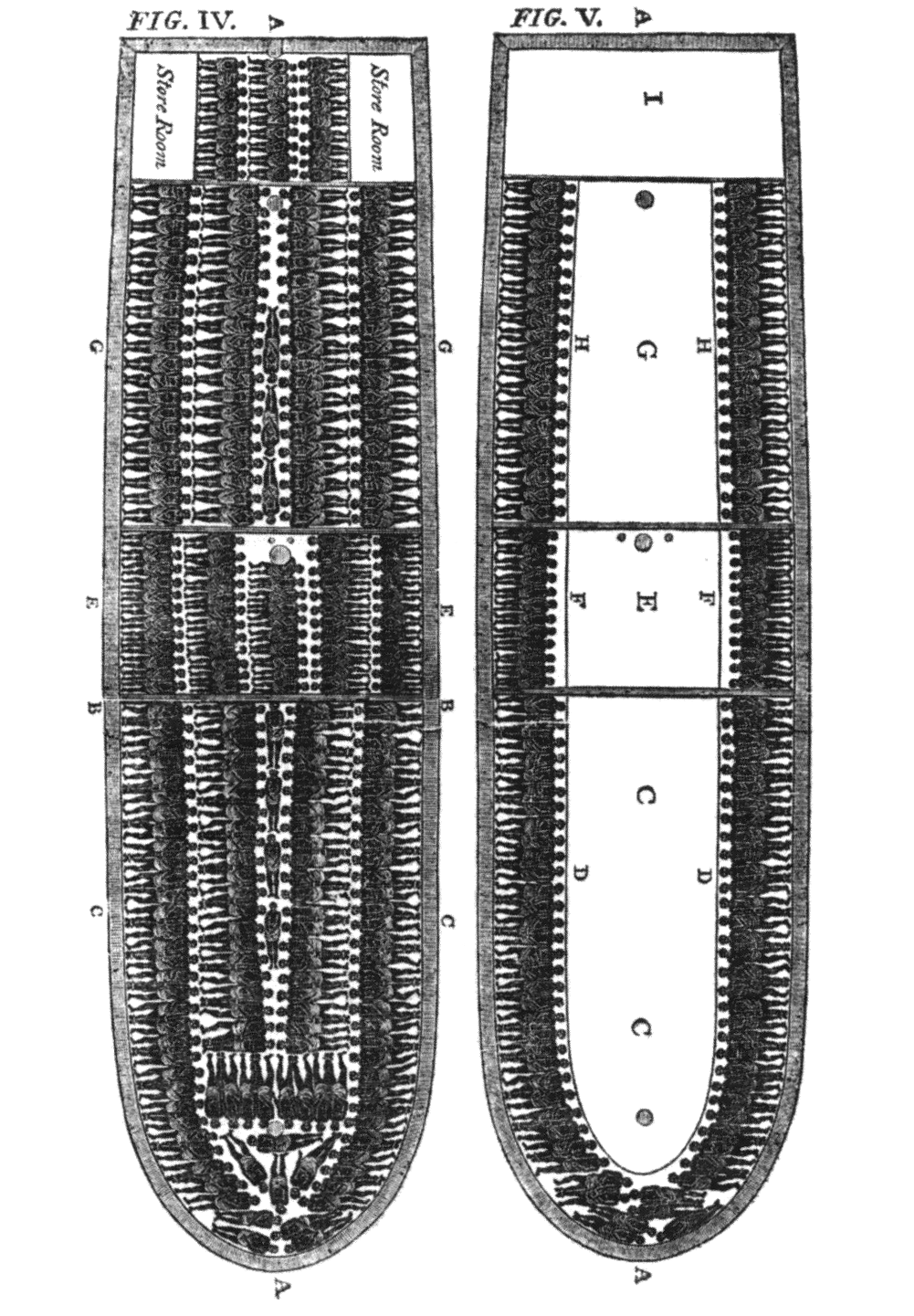
Схема невольнического корабля, 1790-1791 гг.
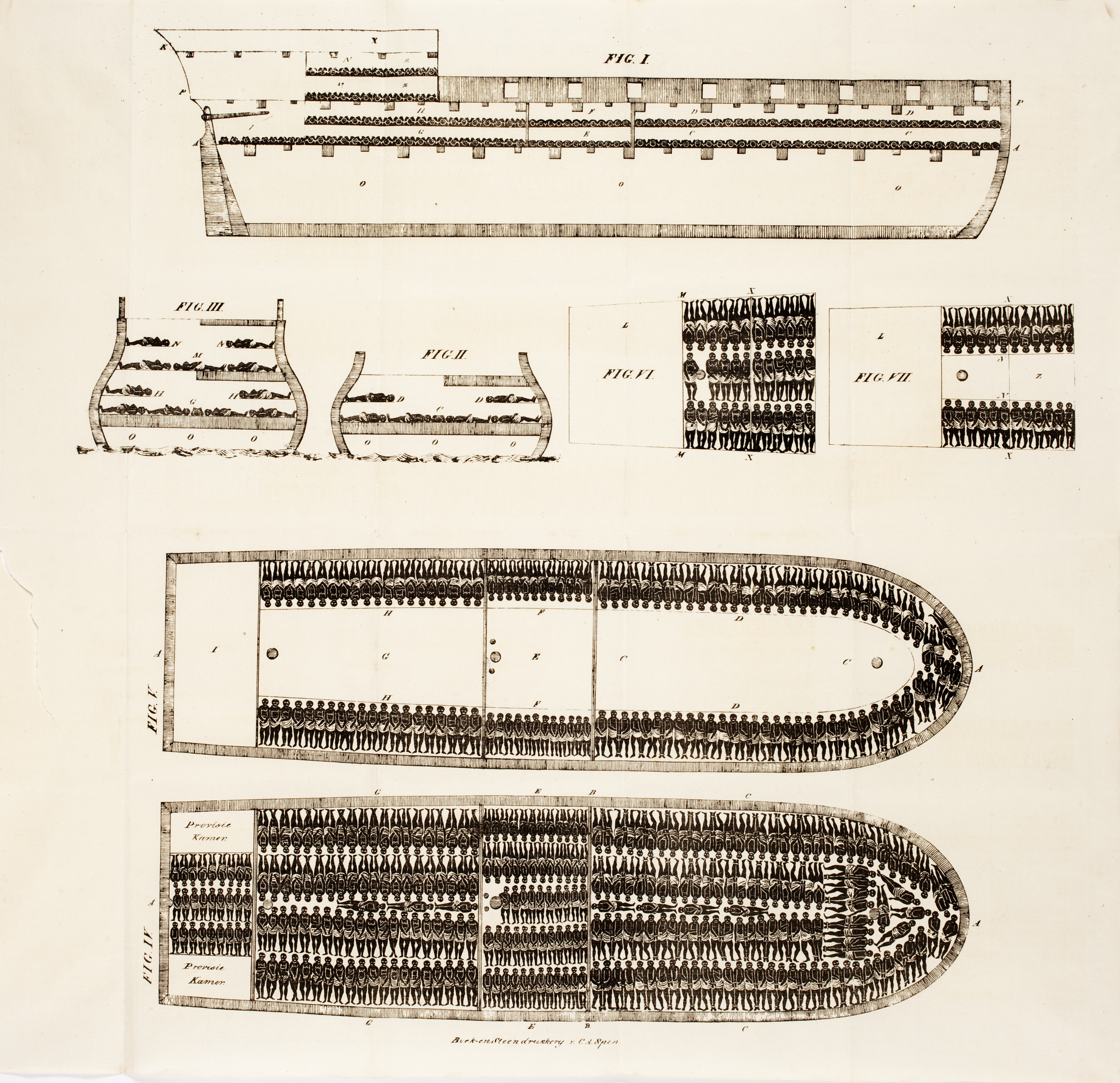
Диаграмма большого невольнического корабля, 1822
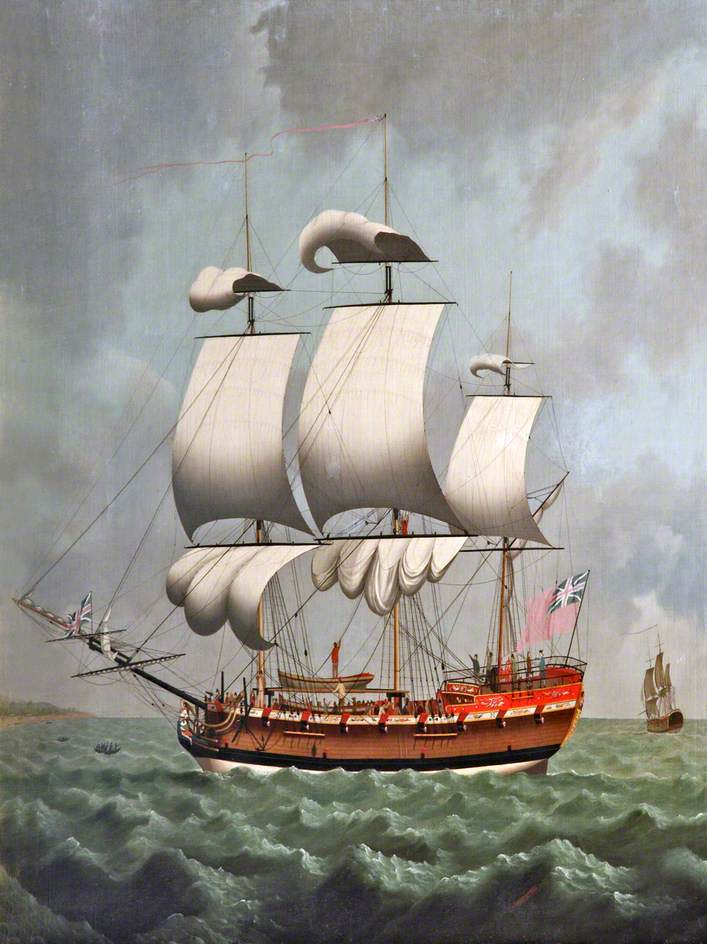
Ливерпульский рабовладельческий корабль, XVIII век

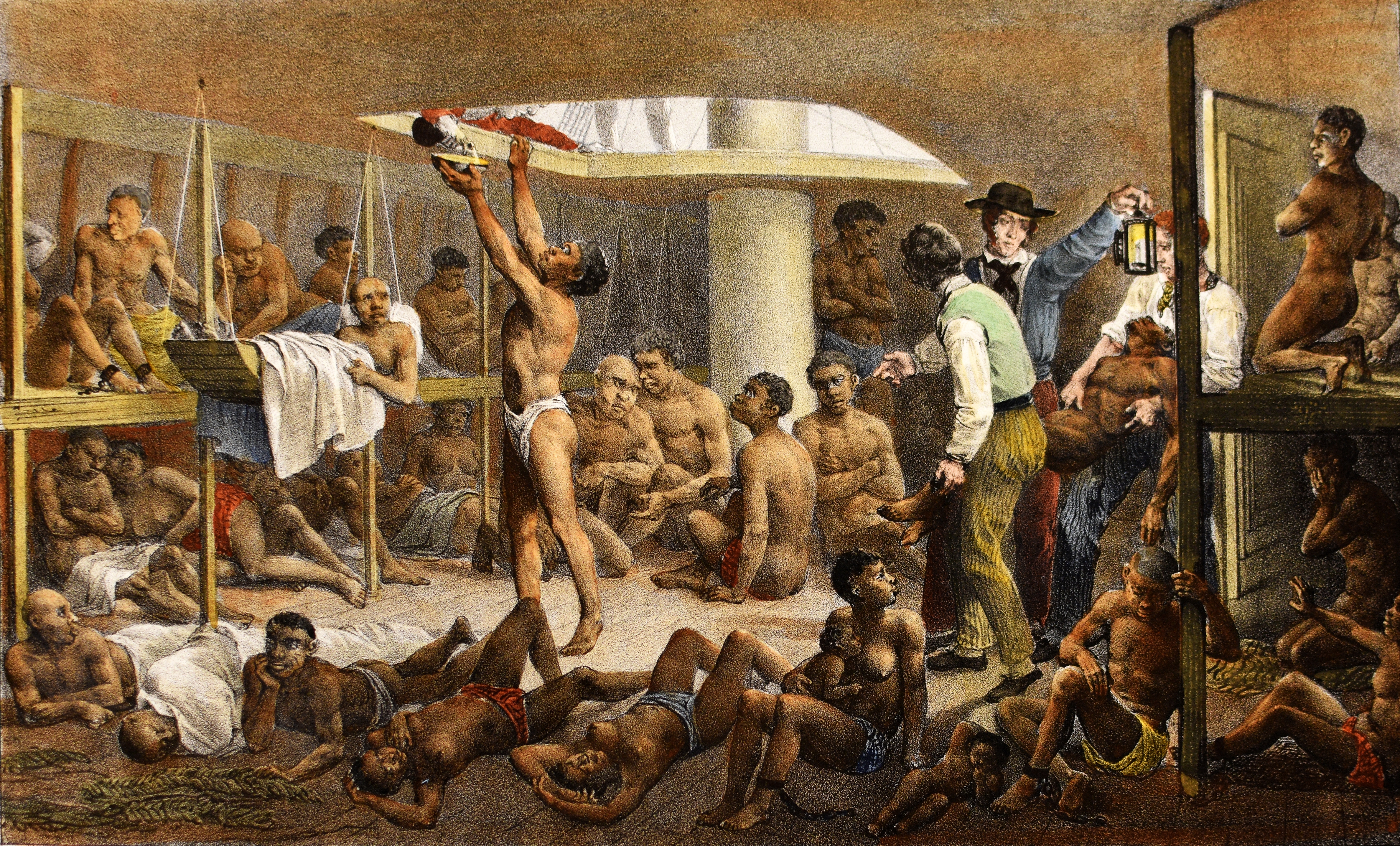
Перевозка чёрных рабов через океан. Худ. Йоганн Мориц Ругендас, 1835 г.

Из глубины континента к побережью океана закованных в кандалы рабов доставляли пешими караванами. На берегу их кидали на дно лодок, которые переправлялись на суда, идущие через Атлантический океан. Часто рабы пытались бежать, за что их ужасными способами наказывали, например, отрезанием рук и ног. К побережью океана невольники (особенно дети) выходили в состоянии оцепенения и шока. Многие африканцы никогда не видели моря и полагали, что их схватило племя белых людоедов, которые принесут их в жертву своему богу и съедят.
Для извлечения максимальной прибыли при пересечении океана рабы размещались в тесноте и антисанитарии, в результате чего, по оценкам, каждый шестой из них умирал по пути. При вспышках болезней или во время восстаний могло погибнуть до половины рабов. Переход через Атлантику длился в среднем от 6 до 10 недель, всё это время рабы были скованы между собой цепями. Невольники испражнялись под себя, ели из общего ведра. Кормили рабов пищей, вызывающей запор. Из-за болезней, плохой пищи, качки многие погибали, мертвецов обнаруживали не сразу, часто уже разлагающимися, прикованными к живым людям. Трупы выбрасывали за борт акулам, сопровождавшим корабли рабовладельцев. Рабыни часто подвергались насилию и пьяным садистским оргиям.
Корабли завершали своё путешествие в Вест-Индии, на острове Ямайка. Измождённых выживших рабов начинали готовить к продаже — их кормили, мыли, натирали пальмовым маслом, чтобы кожа невольников блестела. Для успокоения давали спирт и курительные трубки, седые волосы сбривали или перекрашивали. Чтобы скрыть следы кровавого поноса, иногда затыкали задний проход паклей.

## Влияние работорговли на африканское общество

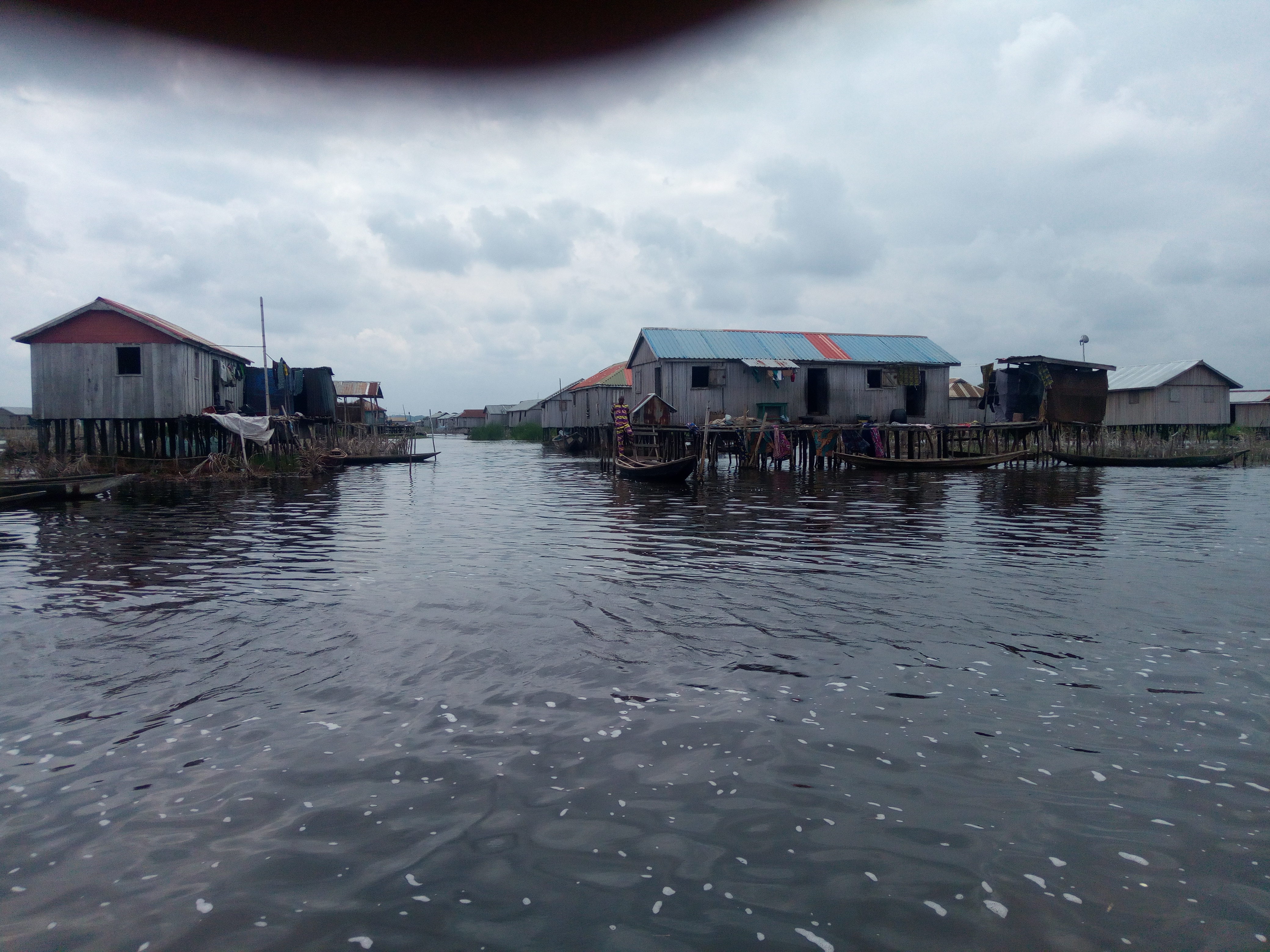
Ганвье, поселение на озере Нокуэ в Бенине, было создано для укрытия от набегов охотников за рабами

Спрос европейцев на рабов приводил к тому, что правители прибрежных народов организовывали экспедиции за рабами вглубь материка. Одной из крупнейших работорговых держав Африки стала Дагомея. Европейцы в обмен на рабов привозили в Африку огнестрельное оружие, и прибрежные народы, которые его получали, получали и преимущество в войнах, которые они вели с народами внутренних районов.
Работорговцы вывозили из Африки здоровых молодых мужчин и женщин (обычно в возрасте от 15 до 25 лет, на одну женщину приходилось двое мужчин). Из-за вывоза миллионов людей детородного возраста детей в Африке рождалось меньше, чем могло бы. На всех остальных континентах население с XV века к XX веку увеличилось в несколько раз, но прирост населения Африки был незначительным.

## Отмена трансатлантической работорговли

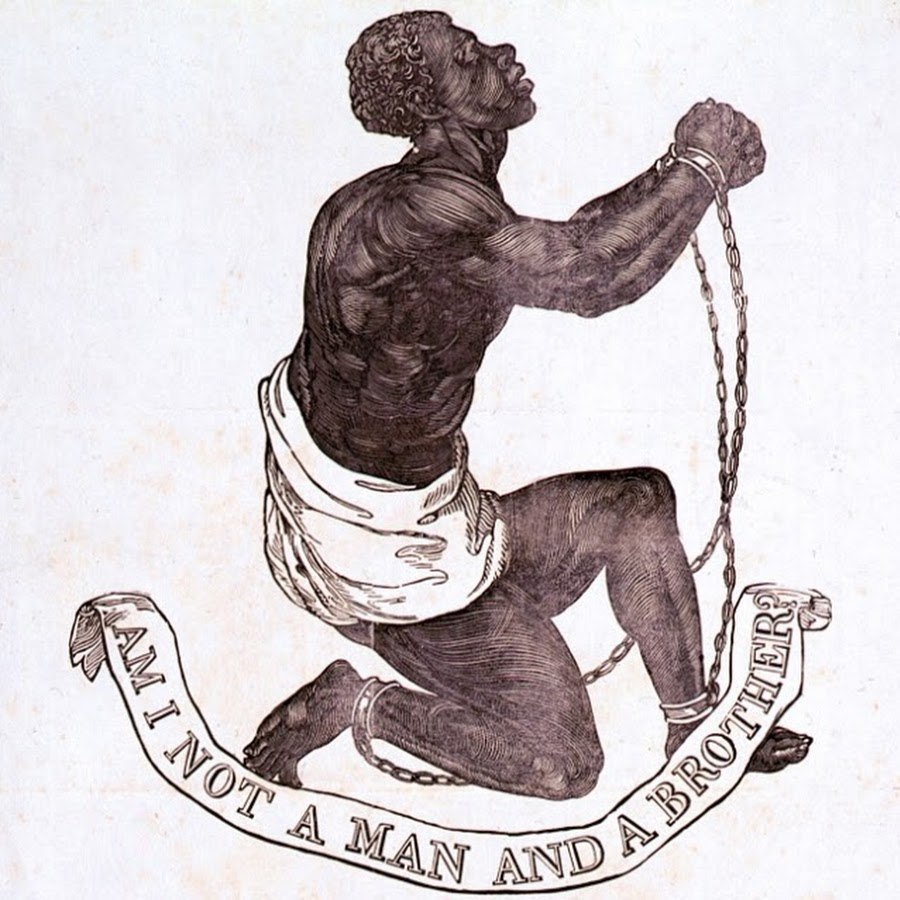
«Разве я не человек и не брат?» Медальон 1787 года, разработанный Джозайей Уэджвудом для британской кампании против рабства

В XVIII веке началась активная кампания по информированию общества о бесчеловечных условиях, в которых рабы доставляются из Африки в Америку. Лидером протестов выступают религиозные и общественные организации, такие как американские квакеры и английское «Общество за искоренение работорговли». Их усилиями отношение к работорговле в обществе становится всё более отрицательным. Но переломным моментом стало восстание рабов на Гаити в 1791—1804 годах. В результате колония получила независимость от Франции, и европейские державы увидели опасность в дальнейшем увеличении числа рабов. Новые экономические условия в Европе, снизившие важность колоний, стали ещё одним фактором, вместе с которым началось сворачивание трансатлантической работорговли.
В начале XIX века начался постепенный запрет трансатлантической работорговли. Рынки Американского континента были достаточно насыщены, крещёные, говорящие на европейских (или креольских) языках и адаптированные к жизни на плантациях негры ценились гораздо выше, чем «дикие» африканцы. Белое население обеих Америк было недовольно резким увеличением доли чернокожего населения, которое стало угрожать их доминированию и существованию на Американском континенте. Свою роль сыграл страх перед возможным слиянием современной промышленности и рабства, а также формированием чернокожих общин в самой Европе. При этом в запрете трансатлантической торговли во многом были заинтересованы сами рабовладельцы, так как прекращение подвоза рабов привело к резкому их удорожанию. Удорожание рабов во многом способствовало значительному улучшению отношения к ним со стороны хозяев. При этом в небольших количествах продолжался нелегальный вывоз негров из Африки, приносивший баснословные (по сравнению с легальным) прибыли. Запрет трансатлантической работорговли во многом предвосхитил и сам запрет рабства в европейских, американских странах и их колониях в 1830—1890 годах.
В 1807 году президент США Томас Джефферсон подписал закон об отмене работорговли. Вслед за этим в том же году работорговлю запретила Британская империя. За ними в течение нескольких лет от работорговли отказались другие европейские страны, одновременно запрещая и рабство. В 1848 году было отменено рабство во французских колониях. Окончательная отмена трансатлантической работорговли произошла в конце XIX века, когда рабство запретили Куба в 1886 году и Бразилия в 1888 году.

### Хронология отмены рабства
- 22 августа 1791 г. — восстание рабов во французской колонии Сан-Доминго (Гаити).
- 1793 г. — отмена рабства в Сан-Доминго (Гаити).
- 4 февраля 1794 г. — Национальный конвент Франции провозгласил отмену рабства.
- 20 мая 1802 г. — Наполеон I Бонапарт восстановил рабство на Гаити.
- 1803 г. — запрет работорговли в Дании.
- 1807 г. — запрет работорговли в Великобритании и запрет ввоза рабов в США.
- 1814 г. — запрет работорговли в Нидерландах.
- Февраль 1815 г. — европейские державы обязуются запретить работорговлю на Венском конгрессе (Австрия, Великобритания, Португалия, Пруссия, Россия, Франция, Швеция).
- 29 марта 1815 г. — запрет работорговли Наполеоном I Бонапартом во время «Ста дней».
- 15 апреля 1818 г. — первый французский закон о запрете рабства.
- 1821 г. — создание в Париже Общества христианской морали (Société de la Morale Chrétienne) и в 1822 году его Комитета по отмене работорговли и рабства.
- 1822 г. — отмена рабства в Сан-Доминго.
- 1823 г. — отмена рабства в Чили.
- 1826 г. — отмена рабства в Боливии.
- 25 апреля 1827 г. — второй французский закон о запрете рабства.
- 1829 г. — отмена рабства в Мексике.
- 22 февраля 1831 г. — третий французский закон о запрете рабства.
- 1833—1838 гг. — отмена рабства в британских колониях Вест-Индии, Британской Гайане и Маврикии.
- 1834 г. — создание в Париже Французского общества за отмену рабства.
- 1839 г. — создание в Лондоне Британского и иностранного общества по борьбе с рабством (British and Foreign Anti-Slavery Society), издававшего журнал Anti-Slavery Reporter. В настоящее время он продолжает свою деятельность под названием Anti-Slavery International.
- 1846—1848 гг. — отмена рабства в Датской Вест-Индии.
- 1846 г. — отмена рабства в Тунисе.
- 1847 г. — отмена рабства в шведской колонии Сен-Бартелеми.
- 1848 г. — отмена рабства во французских колониях.
- 1851 г. — отмена рабства в Колумбии.
- Февраль 1852 г. — первые французские указы о найме по контракту свободных рабочих в Африке и Индии для своих карибских колоний.
- 1853 г. — отмена рабства в Аргентине.
- 1854 г. — отмена рабства в Венесуэле.
- 1855 г. — отмена рабства в Перу.
- 1862—1865 гг. — отмена рабства в США.
- 1863 г. — отмена рабства в карибских колониях Нидерландов и на островах Юго-Восточной Азии.

## Памятные даты, посвящённые борьбе с работорговлей
- 21 марта — Международный день борьбы за ликвидацию расовой дискриминации.
- 25 марта — Международный день памяти жертв рабства и трансатлантической работорговли. 25 марта 2007 года праздновался Международный день празднования 200-летия отмены трансатлантической работорговли[1].
- 7 апреля — день смерти Туссен-Лувертюра.
- 25 мая — День освобождения Африки.
- 23 августа — Международный день памяти жертв работорговли и её ликвидации.
- 2 декабря — Международный день борьбы за отмену рабства.

## Галерея

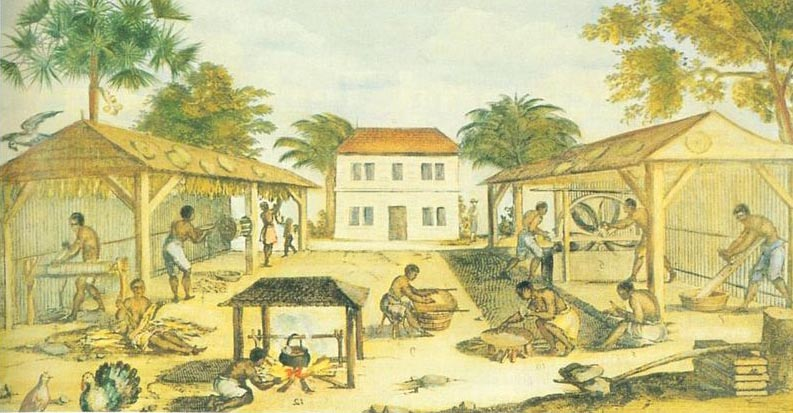
Производство табака рабами, Виргиния, 1670 г.
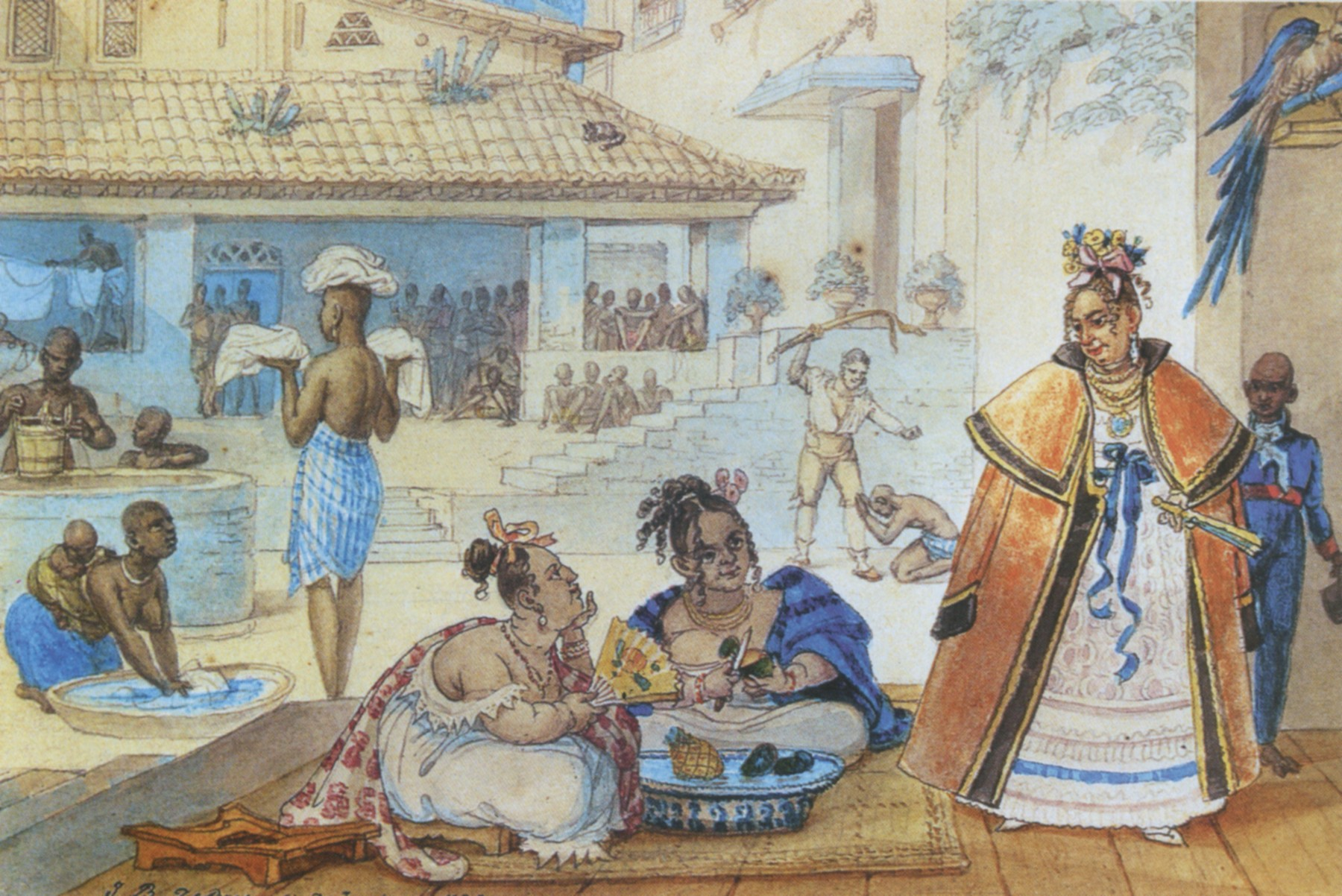
Домашние рабы в Бразилии, худ. Жан-Батист Дебре, 1820 г.
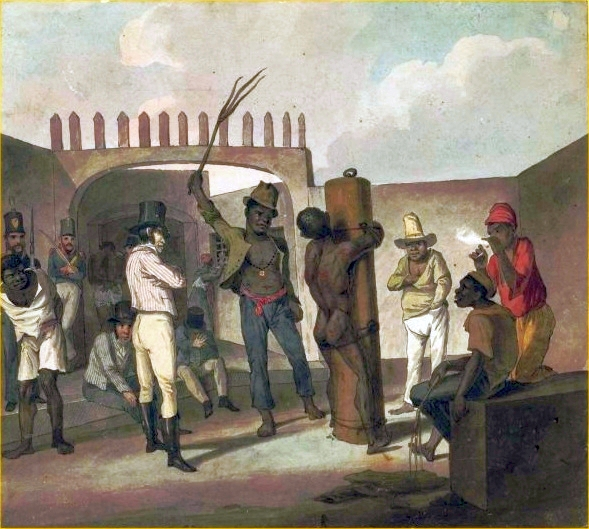
Наказание раба, Рио-де-Жанейро, 1822 г.
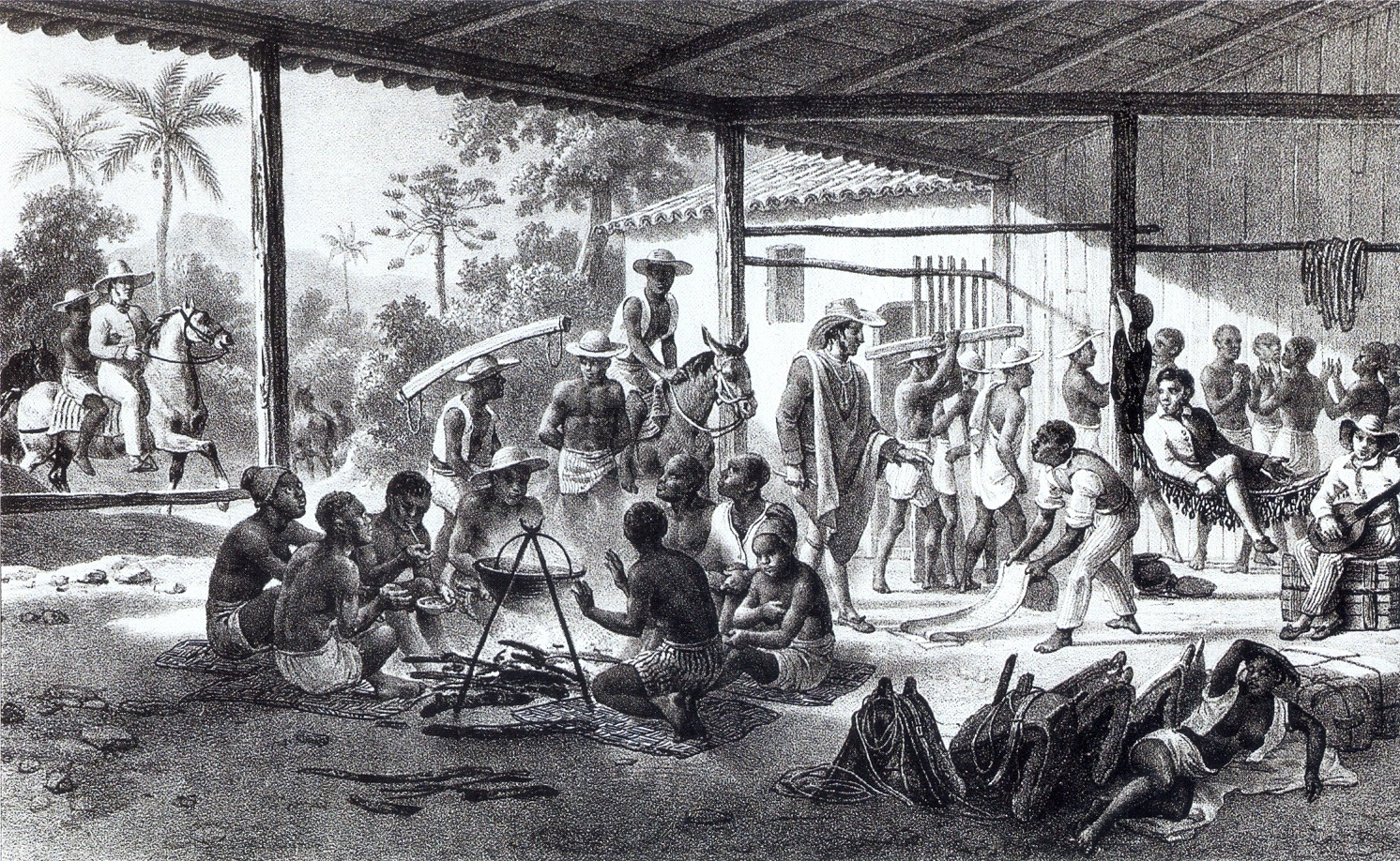
Недавно купленные рабы по пути на фермы своих хозяев, Бразилия, 1830 г.
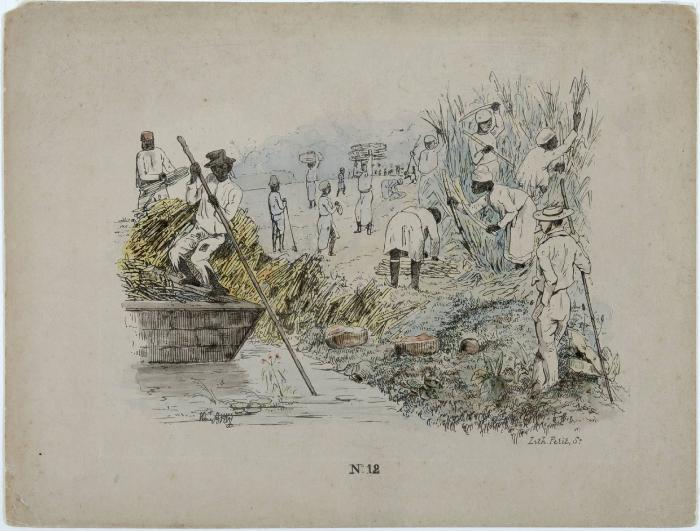
Плантация сахарного тростника в Суринаме, литография XIX века